# Paratemnopis ambigua
Paratemnopis ambigua är en skalbaggsart som först beskrevs av Julius Melzer 1927.  Paratemnopis ambigua ingår i släktet Paratemnopis och familjen långhorningar. Inga underarter finns listade i Catalogue of Life.